# Trichognoma chinensis
Trichognoma chinensis là một loài bọ cánh cứng trong họ Cerambycidae.